# Pick Me
"Pick Me" é uma canção gravada pelas concorrentes do reality show de sobrevivência sul-coreano Produce 101. Foi lançada como single digital em 17 de dezembro de 2015, pela empresa de entretenimento CJ E&M, juntamente com seu vídeo musical. A canção foi apresentada pela primeira vez no episódio 453 do programa M! Countdown, que foi ao ar no mesmo dia de seu lançamento. As concorrentes foram apresentadas por Jang Keun-suk, e 98 das 101 participantes apresentaram seus talentos através da canção.
A canção também foi usada nas eleições legislativas sul-coreanas, para eleger membros da Assembleia Nacional.

## Estilo e composição
"Pick Me" é uma canção no estilo EDM, escrita pelo compositor veterano Kim Chang-hwan, sob seu nome artístico Midas-T.

## Faixas e formatos
| "Pick Me" (download digital) |           |         |  |
| N.º                          | Título    | Duração |  |
| 1.                           | "Pick Me" | 3:46    |  |

## Desempenho nas tabelas musicais
| Tabela             | Melhor posição | Vendas   |
| ------------------ | -------------- | -------- |
| Gaon Digital Chart | 9              | 726,804+ |